# Atypophthalmus (Atypophthalmus) patritus
Atypophthalmus (Atypophthalmus) patritus is een tweevleugelige uit de familie steltmuggen (Limoniidae). De soort komt voor in het Afrotropisch gebied.